# Myomyrus
Myomyrus es un género de  peces en la familia Mormyridae endémico del continente Africano que, en función de su morfología, puede agruparse dentro de los denominados «peces elefante», junto al Campylomormyrus y Gnathonemus. Su área de distribución incluye los ríos Gambia, Senegal, Volta y Níger, entre otros.
Las especies de este género poseen una boca de extensión particularmente prominente, por lo que se les llama popularmente «peces de nariz de elefante»; dicha extensión usualmente consiste en un alargamiento carnoso flexible unido a la mandíbula inferior y está equipada con sensores de tacto y probablemente de gusto. El tamaño de este grupo oscila entre los 24 cm y los 29,6 cm.
Respecto al estado de conservación, se puede indicar que no existe información disponible respecto a alguna de las especies pertenecientes a este género de acuerdo a la IUCN.

## Especies
- Myomyrus macrodon Boulenger, 1898
- Myomyrus macrops Boulenger, 1914
- Myomyrus pharao (Poll & Taverne, 1967)